# Tus-Custaque
Tus-Custaque (em armênio: Տուս-Կուստակ; romaniz.: Tus-K’ustak) ou Tuchecataque (Տուչկատակ, Tučʿ-K’astak), segundo a Geografia de Ananias de Siracena (século VII), foi um gavar (cantão) da província de Otena, no Reino da Armênia. Compreendia uma área de 700 quilômetros quadrados situada no curso inferior do rio Tavuxe (Tovuz). Junto do cantão de Sacasena, compreendia um principado controlado pela família Dastacarano.